# Chloridolum viridipenne
Chloridolum viridipenne är en skalbaggsart som beskrevs av Francis Polkinghorne Pascoe 1869. Chloridolum viridipenne ingår i släktet Chloridolum och familjen långhorningar.
Artens utbredningsområde är Sarawak. Inga underarter finns listade i Catalogue of Life.